# فلورانس دادسون
فلورانس دادسون (انگلیسی: Florence Dadson؛ زادهٔ ۲۳ آوریل ۱۹۹۲) بازیکن فوتبال اهل غنا است.
وی همچنین در تیم‌های ملی فوتبال Ghana women's national under-17 football team, Ghana women's national under-20 football team، و زنان غنا بازی کرده‌است.